# Southern Accents
| 전문가 평가                    | 전문가 평가 |
| 평가 점수                      | 평가 점수   |
| 출처                           | 점수        |
| ------------------------------ | ----------- |
| AllMusic                       | [ 1 ]       |
| Blender                        | [ 2 ]       |
| Chicago Tribune                | [ 3 ]       |
| Christgau's Record Guide       | B−          |
| Encyclopedia of Popular Music  | [ 5 ]       |
| The Essential Rock Discography | 6/10        |
| MusicHound                     | 4/5         |
| Rolling Stone                  | (favorable) |
| The Rolling Stone Album Guide  | [ 9 ]       |

《Southern Accents》는 1985년 3월 26일, MCA 레코드를 통해 발매된 미국의 록 밴드 톰 페티 앤 더 하트브레이커스의 여섯 번째 스튜디오 음반이다. 이 음반의 리드 싱글인 〈Don't Come Around Here No More〉는 유리스믹스의 데이비드 A. 스튜어트가 공동 작곡한 것으로 빌보드 핫 100에서 13위로 정점을 찍었다. 노래 〈Southern Accents〉는 이후 1996년 그의 《Unchained》 음반으로 조니 캐시에 의해 커버되었다.

## 배경
오리지널 콘셉트 음반으로 구상되었던 《Southern Accents》의 주제는 스튜어트가 공동 작곡한 세 곡이 포함되면서 다소 모호해졌으며, 오리지널 음반을 위해 계획되었던 다른 몇 곡은 생략되었다. 트랙 목록에서 잘라낸 곡으로는 〈Trailer〉, 〈Crackin' Up〉 (닉 로우 커버), 〈Big Boss Man〉 (지미 리드 커버), 〈The Image of Me〉 (콘웨이 트위티 커버), 〈Walkin' from the Fire〉, 〈The Apartment Song〉 등이 있다. 처음 두 개는 B-사이드로 발매되었고, 나머지 두 개의 커버(그리고 〈The Apartment Song〉의 데모 버전)는 나중에 《Playback》 박스 세트로 발매되었다. 〈The Apartment Song〉의 스튜디오 버전은 1989년에 발매된 페티의 첫 번째 솔로 음반인 《Full Moon Fever》에 등장했다. 〈Trailer〉는 이후 2016년 5월 페티의 다른 밴드 머드크루치에 의해 두 번째 스튜디오 음반인 《2》에서 재녹음되어 발매했다.

## 곡 목록
모든 곡들은 특별한 언급이 없는 한 톰 페티에 의해 작사/작곡하였다.
| #  | 제목                               | 작사·작곡            | 재생 시간 |
| -- | ---------------------------------- | -------------------- | --------- |
| 1. | 〈Rebels〉                         |                      | 5:21      |
| 2. | 〈It Ain't Nothin' to Me〉         | 데이비드 A. 스튜어트 | 5:12      |
| 3. | 〈Don't Come Around Here No More〉 | 스튜어트             | 5:07      |
| 4. | 〈Southern Accents〉               |                      | 4:44      |

| #  | 제목                                 | 작사·작곡   | 재생 시간 |
| -- | ------------------------------------ | ----------- | --------- |
| 5. | 〈Make It Better (Forget About Me)〉 | 스튜어트    | 4:23      |
| 6. | 〈Spike〉                            |             | 3:33      |
| 7. | 〈Dogs on the Run〉                  | 마이크 캠벨 | 3:40      |
| 8. | 〈Mary's New Car〉                   |             | 3:47      |
| 9. | 〈The Best of Everything〉           |             | 4:03      |